# المرأة في العلوم

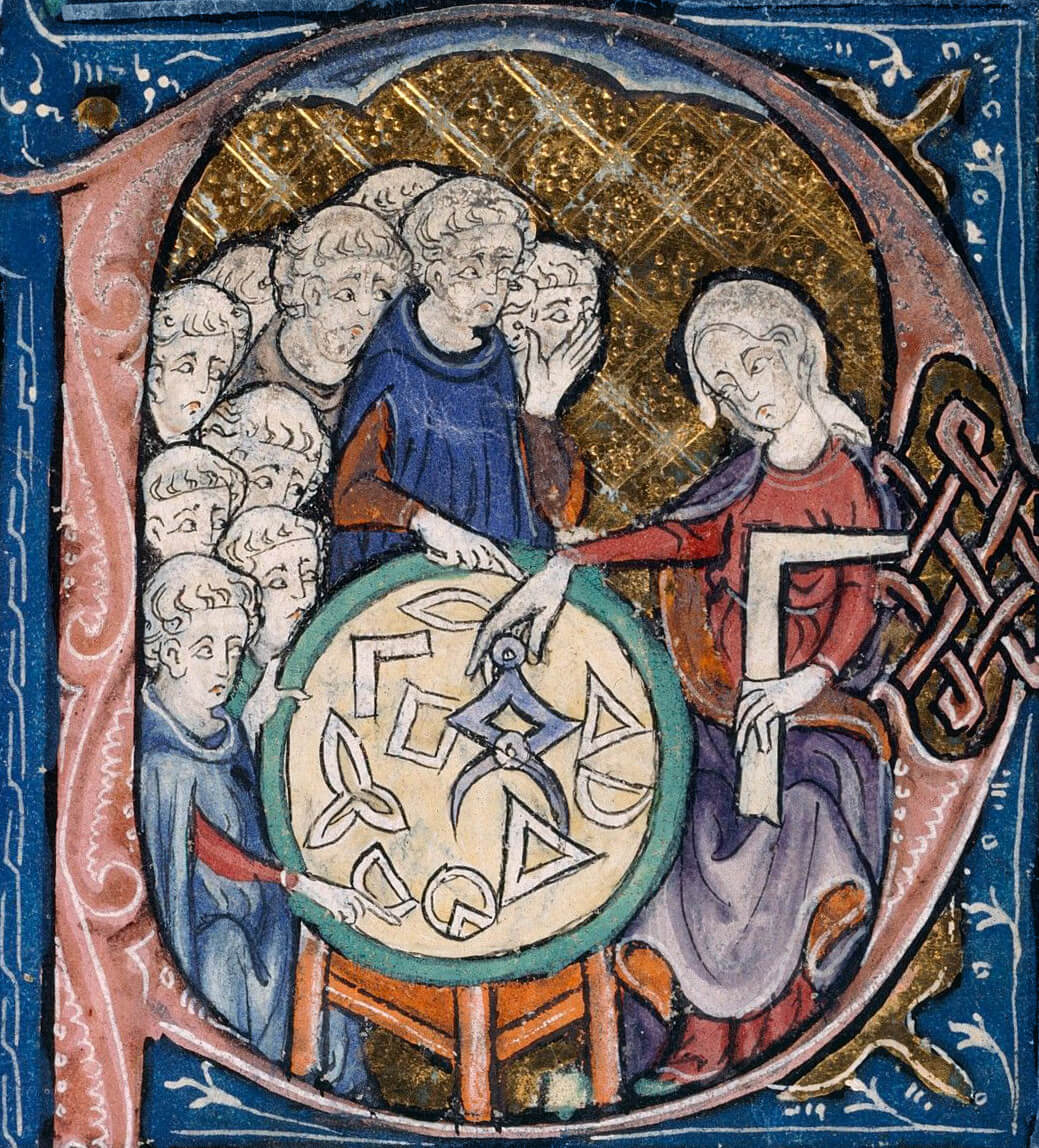
"امرأة تعلّم الهندسة"رسم يستهل ترجمة كتاب العناصر للإقليدس (1310 ميلادية)

للمرأة مساهمات عظيمة في مختلف المجالات العلمية ومنذ العصور الأولى، وقد أشار علماء التاريخ المهتمّون أنواع الأجناس والعلوم إلى الإنجازات التي حققتها المرأة في المجالات العلمية المختلفة، والعوائق التي واجهتها، والاستراتيجيات التي اتبعتها لتنال أعمالها القبول في المجلات والمنشورات العلمية المعتبرة. وقد أصبحت الدراسات التاريخية والنقدية والاجتماعية حول هذا الموضوع فرعًا أكاديميًا قائمًا بذاته.
شاركت المرأة في المجال الطبي في العديد من الحضارات القديمة، وكانت دراسة الفلسفة الطبيعية متاحة للمرأة الإغريقية، وساهمت المرأة كذلك في العلوم المبتدئة للخيمياء في القرن الأول والثاني بعد الميلاد. وفي العصور الوسطى كانت الأديرة من الأماكن المهمّة التي حصلت المرأة فيها على التعليم، وقد منحت بعض المجتمعات في تلك العصور المرأة فرصة المساهمة في الأبحاث العلمية.
أقصيت المرأة كثيرًا من الجامعات الأولى والتي بدأت بالظهور في القرن الحادي عشر، إلا أنّ موقف المجتمع الإيطالي تجاه تعليم النساء في المجالات الطبية يبدو أخفّ وطأة من الدول الأخرى، إذ كانت العالمة الإيطالية لورا باسي أول امرأة تحصل على منصب علمي في الجامعة.
على الرغم من أدوار كلا الجنسين قد حُدِّدَت كثيرًا في القرن الثامن عشر، إلى أن المرأة أحرزت تقدّمًا كبيرًا في المجال العلمي، وخلال القرن التاسع عشر، أقصيت المرأة من معظم النشاطات العلمية الرسمية، ولكنّها بدأ الاعتراف بوجودها ينمو في المجتمعات المتعلّمة في هذه الفترة. وفي نهاية القرن التاسع عشر أدّى ظهور الكليات والجامعات النسائية إلى توفير فرص عمل للعديد من العالمات، إضافة إلى حصول المرأة على التعليم.
كانت ماري كوري أول امرأة تحصل على جائزة نوبل في الفيزياء سنة 1903، وحصلت بعد ذلك مرة أخرى على جائزة نوبل في الكيمياء سنة 1911 وكانت الجائزتان لقاء عملها على في مجال النشاط الإشعاعي. وقد حصلت 40 امرأة على جائزة نوبل في الفترة الممتدة بين عامي 1901 و 2010 في الفيزياء والكيمياء والطب.

## تاريخ

### التاريخ القديم
سُجلت مشاركة المرأة في ميدان الطب في العديد من الحضارات المبكرة. تُعد مريت بتاح (نحو 2700 قبل الميلاد)، المصرية القديمة التي وصِفت في أحد النقوش بأنها «كبيرة الأطباء»، أقدم عالمة معروفة في تاريخ العلم. أشار هوميروس إلى أغاميد، بصفتها معالجة ومداوية في اليونان القديمة قبل حصار طروادة (نحو 1194-1184 قبل الميلاد). كانت أغنوديس أول طبيبة تمارس الطب على نحو قانوني في القرن الرابع قبل الميلاد في أثينا.
كانت دراسة الفلسفة الطبيعية متاحة للنساء في اليونان القديمة. تشمل الأمثلة المسجلة، أغلاونيكي، التي تنبّأت بالكسوف، وثيانو، الطبيبة وعالمة الرياضيات، إحدى تلميذات فيثاغورس (التي قد تكون زوجته أيضًا)، ومن طالبات إحدى المدارس التي أسسها في كروتوني، والتي ضمّت العديد من النساء الأخريات. يتحدث الباحث والخطابي اليوناني يوليوس بولوكس في مقطع له عن أولئك الذين اخترعوا عملية سك النقود، مشيرًا إلى فيدون، وإلى ديموديك من مدينة سايمي، وهي زوجة الملك ميداس، ملك فريجيا، وابنة الملك أجاممنون، ملك مدينة سايمي. يروي التراث أن ابنة رجل يدعى أجاممنون، ملك مدينة سايمي في إقليم أيولس، تزوجت من ملك فريجي اسمه ميداس. هذا الارتباط ربما سهَّل على اليونانيين «استعارة» أبجديتهم من الفريجيين، لأن اشكال الحروف الفريجية هي الأقرب إلى النقوش الواردة من أيولس.
خلال فترة الحضارة البابلية، نحو 1200 قبل الميلاد، تمكنت امرأتين تعملان في صناعة العطور، هما تابوتي-بيلاتكاليم و-نينو (فُقد النصف الأول من اسمها)، من الحصول على العطر من النباتات باستخدام إجراءات الاستخلاص والتقطير. إذا كان لنا أن نقول بأن الكيمياء هي استخدام المعدات والعمليات الكيميائية، فإنه يمكننا وصف هاتين المرأتين باعتبارهما أول عالمتان كيمياء في التاريخ. أيضًا في مصر القديمة، في عهد الأسرات، كانت المرأة تشارك في الكيمياء التطبيقية، مثل صناعة الجعة وإعداد المركبات الطبية. سجل التاريخ عدد كبير من النساء على أنهن قدمن مساهمات كبيرة في الخيمياء. عاش العديد منهن في الإسكندرية، في القرنين الأول والثاني بعد الميلاد، حيث أدى التقليد الغنوصي إلى تقدير قيمة مساهمات الإناث. يعود الفضل إلى أشهر عالمة خيمياء، ماري اليهودية، في اختراعها عدة أدوات كيميائية، بما في ذلك المرجل المزدوج (حمام ماري)، وتحسين أو إنشاء معدات التقطير في ذلك الوقت. سُميت معدات التقطير هذه كيروتاكس (جهاز التقطير البسيط) وتريبيكس (جهاز تقطير معقد).
كانت هيباتيا السكندرية (نحو 350 -415 بعد الميلاد)، ابنة ثيون السكندري، معلمة معروفة في المدرسة الأفلاطونية في الإسكندرية، تدرّس علم الفلك والفلسفة والرياضيات. من المسلم به، أنها أول عالمة رياضيات معروفة في التاريخ من خلال مساهماتها الكبيرة في الرياضيات. يعود الفضل إلى هيباتيا في كتابة ثلاثة أطروحات رئيسية عن الهندسة والجبر والفلك، وأيضًا اختراع مكثاف، واسطرلاب، وأداة لتقطير المياه. هناك أيضًا أدلة على أن هيباتيا ألقت محاضرات عامة وربما شغلت نوعًا من المناصب العامة في الإسكندرية. مع ذلك، انتهت حياتها المثمرة في سنة 415 بعد الميلاد على يد متعصبين مسيحيين معروفين باسم جماعة البارابالاني، إذ جردوها من ثيابها وقطعوا أوصالها، وأحرقوا جسدها. يقول بعض العلماء أن وفاتها تمثل نهاية المرأة في العلوم لمئات السنين.

### أوروبا في القرون الوسطى

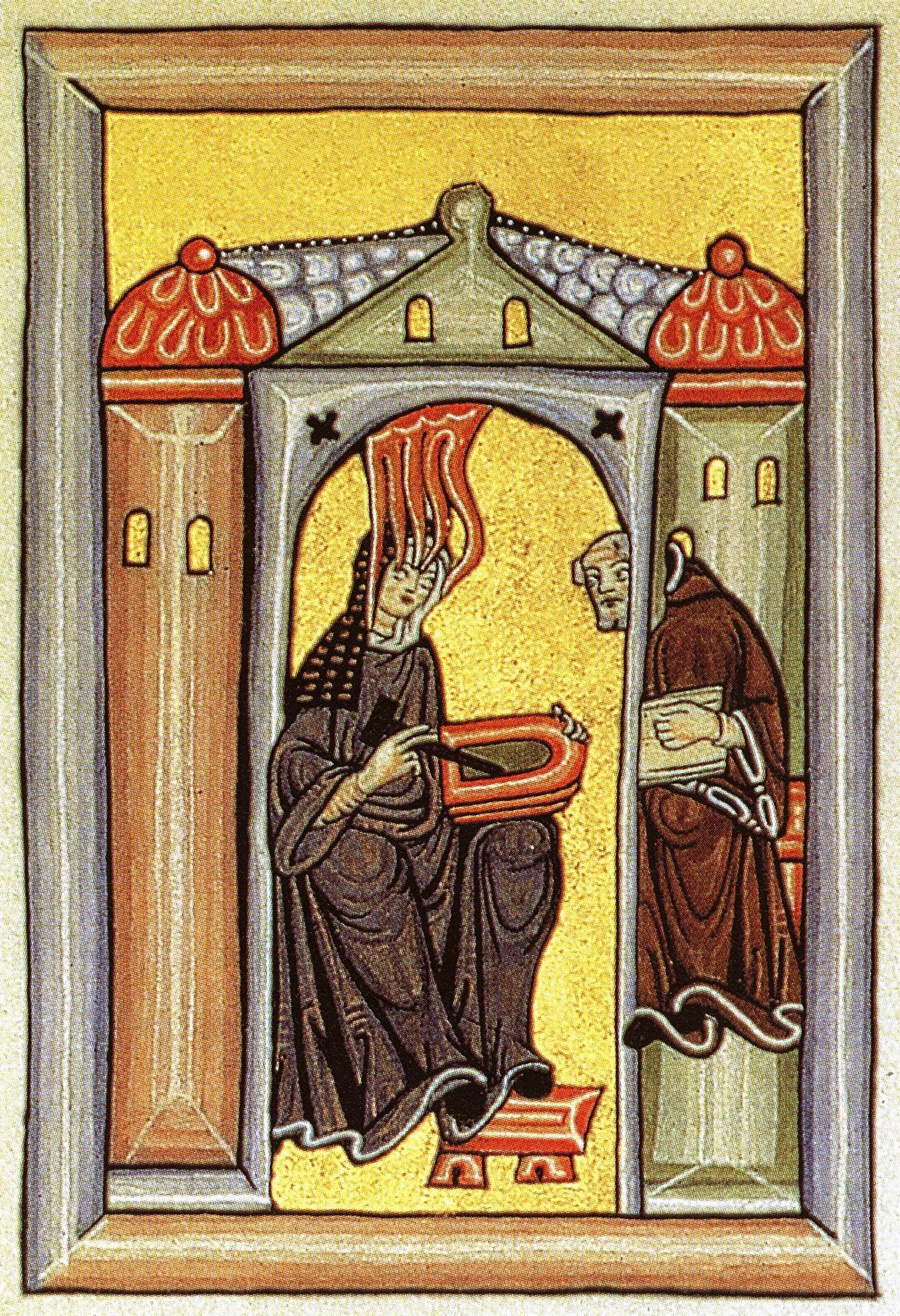
هيلدغارد من بنجين

شهدت الفترات الباكرة من القرون الوسطى الأوروبية، المعروفة أيضًا بالعصور المظلمة، انحسار الإمبراطورية الرومانية. واجه الغرب اللاتيني صعوبات كبيرة أثرت على الإنتاج الفكري للقارة على نحو كبير. على الرغم من أنه كان لا يزال يُنظر إلى الطبيعة على أنها نظام يمكن فهمه في ضوء العقل، فإنه لم يكن يوجد هناك سوى قدر ضئيل من البحث العلمي المبتكر. يستحق العالم العربي الثناء في الحفاظ على التقدّم العلمي. أنتج العلماء العرب أعمال بحثية أصيلة وأنتجوا نسخًا من مخطوطات العصور الكلاسيكية. خلال هذه الفترة، شهدت المسيحية فترة انتعاش، فتعززت الحضارة الغربية نتيجة لذلك. ترجع هذه الظاهرة، على نحو جزئي، إلى أديرة الرهبان وأديرة الراهبات التي كانت ترعي وتعزز مهارات القراءة والكتابة، وإلى الرهبان والراهبات الذين جمعوا ونسخوا الكتابات الهامة التي أنتجها علماء الماضي.
كما ذُكر من قبل، كانت الأديرة مكانًا هامًا لتعليم النساء خلال هذه الفترة، حيث عززت أديرة الرهبان وأديرة الراهبات مهارات القراءة والكتابة، وأتاحت بعض هذه المجتمعات فرصًا للنساء للمساهمة في البحث العلمي. من الأمثلة على ذلك، الراهبة الألمانية هايدغارد بنجين (1098-1179 بعد الميلاد)، وهي فيلسوفة وعالِمة نباتات مشهورة، وتشتهر بكتاباتها الغزيرة التي تتناول مواضيع علمية شتى، منها الطب والنبات والتاريخ الطبيعي 1151-58) تقريبًا). كانت الراهبة الألمانية الشهيرة الأخرى هي روسويتا غاندرسهايم (935-1000 بعد الميلاد) التي ساعدت أيضًا على تشجيع النساء على أن يكن مثقفات. لكن، ومع نمو عدد أديرة الراهبات ونفوذهن، لم ترحب الهيئة الكهنوتية، المكونة من الذكور، بذلك الوضع، وهو ما أثار نزاع مصاحب بردة فعل عنيفة ضد تقدم المرأة. كان لذلك أثر على كثير من الرهبنات الدينية التي أغلقت أبوابها أمام النساء وحلت أديرة الراهبات، واستبعدت النساء، على نحو عام، من إمكانية تعلم القراءة والكتابة. بذلك انغلق عالم العلم على النساء، وهو ما حدّ من تأثيرهن في العلوم.
مع دخول القرن الحادي عشر، نشأت أولى الجامعات. استُبعدت النساء، في أغلب الأحوال، من التعليم الجامعي. مع ذلك، كانت هناك بعض الاستثناءات. سمحت جامعة بولونيا الإيطالية، على سبيل المثال، للنساء بحضور المحاضرات منذ إنشائها في عام 1088.
يبدو أن موقف تعليم النساء في الميادين الطبية في إيطاليا كان أكثر تحررًا منه في أماكن أخرى. يُفترض أن الطبيبة، تروتولا دي روغييرو، كانت تشغل منصبًا في المدرسة الطبية الساليرنية في القرن الحادي عشر، حيث درّست للعديد من النساء الإيطاليات النبيلات، وهن مجموعة يشار إليها أحيانًا باسم «سيدات ساليرنو». كثيرًا ما تُنسب أيضَا إلى تروتولا عدة نصوص مؤثرة بشأن طب المرأة، وهي نصوص تتناول مواضيع منها طب التوليد وطب النساء.
كانت دوروتيا بوكا هي الآخرى طبيبة إيطالية مميزة. وشغلت مناصب للعمل في الفلسفة والطب في جامعة بولونيا لأكثر من أربعين عامًا، وذلك ابتداءً من عام 1390. من بين النساء الإيطاليات الأخريات اللاتي سجلن إسهاماتهن في الطب: أبيلا، وجاكوبينا فيليسي، وأليساندرا جيلياني، وريبيكا دي غوارنا، ومارغريتا، وماركيورادي (القرن الرابع عشر)، وكلاريس دي دوريسيو (القرن الخامس عشر)، وكونستانس كاليندا، وماريا إنكارنيت، وتوماسيا دي ماتيو.
على الرغم من نجاح بعض النساء، فإن التحيزات الثقافية التي تؤثر على تعليمهن ومشاركتهن في العلوم كانت بارزة في العصور الوسطى. على سبيل المثال، كتب القديس توما الأكويني، وهو عالم مسيحي، مشيرًا إلى أن النساء «غير قادرات، من الناحية العقلية، على تولي منصب السلطة».

### الثورات العلمية في بين 1600 و 1700 ميلادية

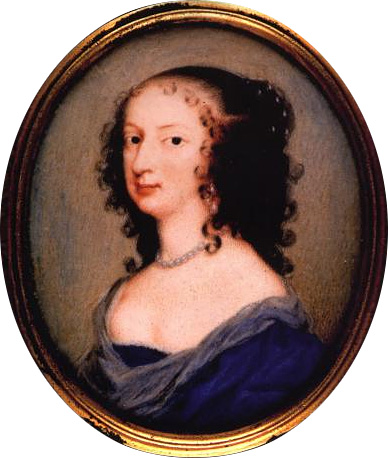
مارغريت كافنديش

شاركت مارغريت كافنديش - وهي أرستقراطية عاشت في القرن السابع عشر - في جزء من النقاشات العلمية المهمّة حينئذٍ، ولكنّها مع ذلك لم تنتمِ إلى الجمعية الملكية الإنكليزية، على الرغم من أنّه قد سُمح لها بحضور إحدى اللقاءات فيها. كتبت مارغريت في عدد من المواضيع العلمية، منها ملاحظات في الفلسفة العملية Observations upon Experimental Philosophy (1666) وأساسيات الفلسفة الطبيعية Grounds of natural Philosophy. وقد انتقدت في هذا الأعمال المعتقد السائد آنذاك بأنّ الإنسان مستعينًا بالعلم هو سيد الطبيعة. لقد حاولت مارغريت في كتابها ملاحظات في الفلسفة العملية أن تزيد اهتمام المرأة بالعلوم، وقد انتقدت في ملاحظاتها الميكرسكوب ووصفته بالآلة غير الكاملة.
إزابيلا كورتيس، وهي خيميائية إيطالية، عرفت بكتابها أسرار السيدة إزابيلا كورتيس secreti della signora Isabella Cortese. تمكنت إزابيلا من إنتاج عدد من الأدوية ومواد التجميل باتباع وصفات سرية، وقد كان كتاب أسرار إزابيلا جزءًا من كتاب أكبر للأسرار أصبح شائعًا جدًّا بين نخبة الناس في القرن السادس عشر. وعلى الرغم من أن عدد النساء المتعلمات كان قليلًا جدًّا في عهد كورتيس، إلا أنّ الغالبية العظمى من الوصفات السرية التي تضمّنها كتابها كانت موجّهة للنساء، ومنها ما يخص الحمل والخصوبة والإنجاب.
صوفيا برايي، شقيقة تايكو باريي، عالمة دنماركية في الفلك والبستنة والتاريخ. تعلّمت الكيمياء والبستنة من أخيها الأكبر، وعلّمت نفسها الفلك بدراسة بعض الكتب الألمانية في هذا المجال. زارت صوفيا أخاها في يورانينبورغ عدة مرات وساعدته في مشروعه De nova stella. قادت ملاحظاتها إلى اكتشاف المستعر الأعظم SN 1573 وقد ساهم هذا الاكتشاف في دحض نظرية مركزية الأرض في الكون.
كتب تايكو برايي القصيدة اللاتينية الملحمية بعنوان «أورانيا تيتاني»، وقد كانت أورانيا تجسيدًا لأخته صوفيا أما تيتاني فكان تجسيدًا لزوجها إريك. عبّر تايكو في هذه القصيدة عن تقديره لمجهودات أخته ولأعمالها.
في ألمانيا، أتاحت مساهمة النساء في الحرف اليدوية إلى انخراطهن في الملاحظات العلمية، وخاصة في علم الفلك. ففي الفترة الممتدة بين عامي 1650 و 1710 وصلت نسبة النساء المشتغلات بعلم الفلك إلى 14% ، ومن أشهرهن عالمة الفلك ماريا وينكلمان. تتلمذت على يد والدها وعمّها وتدربت في مجال علم الفلك على يد أحد الفلكيين المحليين الذي درس هذا العلم بنفسه. لم تنل ماريا فرصة تدريب حقيقية إلا بعدما تزوجت من غوتفريد كيرش، عالم الفلك البروسي الأول. أصبحت ماريا مساعدة لزوجها في المرصد الفلكي الذي تديره الأكاديمية البروسية للعلوم. كان لماريا إسهامات أصيلة، ومنها اكتشاف مذنب. بعد وفاة زوجها، تقدّمت ماريا لمنصب مساعد فلكي في الأكاديمية البروسية للعلوم- وهو منصب تمتلك خبرة واسعة فيه-، ولكن نظرًا لكونها امرأة ولا تمتلك شهادة جامعية، قوبل طلبها بالرفض. وكان سبب الرفض هو تخوّف أعضاء الأكاديمية من أن يسنّوا سنة سيئة بتوظيف النساء في الأكاديمية.

### القرن الثامن عشر
لقد تفوقت النساء في العديد من المجالات العلمية بحلول القرن الثامن عشر، ولكن كان موضوع تكاثر النباتات من الأمور التي منعت من دراستها في ذلك العصر. فقد صنف كارولوس لينيوس النباتات بالاعتماد على خصائصها الجنسية؛ لذا فقد ساد اعتقاد بأنّ تعلّم المرأة لمثل هذه العلوم سيؤدي إلى إفساد أخلاق المرأة واطلاعها على ما يجب ألَّا تطلع عليه. لقد كانت النظرة السائدة عن المرأة في ذلك الوقت أنّها عاطفية بالفطرة ولا تستطيع التفكير بطريقة موضوعية، وأن المرأة السويّة تنشئ مجتمعًا سويًّا يتحلى بالأخلاق الحميدة.
تميز القرن الثامن عشر بالنظر إلى المرأة بثلاث طرق متفاوتة: النظرة الأولى هي أنّ الرجل متقدّم على المرأة عقليًا واجتماعيًا، أما النظرة الثانية فهي أنّ الرجل والمرأة متساويان ولكن مختلفان، أما النظرة الثالثة فهي أنّ الرجل والمرأة قد يكونان متساويين في القدرات العقلية وفي المساهمات العلمية. وعلى الرغم من ظهور بعض الآراء الفردية مثل جان جاك روسو الذي كان يرى أنّ دور المرأة مقصور على الأمومة وخدمة الزوج، إلا أنّ عصر التنوير كان قد شهد توسعًا ملحوظًا في نشاط المرأة ومساهمتها في مجالات العلوم المختلفة.
دعت ماري وورتلي مونتاغيو إلى استخدام اللقاح للقضاء على مرض الجدري وذلك باعتماد طريقة التجدير Variolation بعد أن شاهدت هذه الطريقة في رحلاتها إلى الإمبراطورية العثمانية. وقد أجريت عملية التجدير لابنها سنة 1718. وعندما اجتاح الجدري بريطانيا سنة 1721 حصلت ابنتها على اللقاح أيضًا. وقد كانت هذه أول عملية تلقيح في بريطانيا. وقد أقنعت ماري كارولين أميرة أنسباخ باختبار اللقاح على السجناء. ونتيجة لذلك لقحت الأميرة كارولين ابنتيها سنة 1722. وفي شهر أيلول من العام 1722 نشرت ماري مقالة -باسم مستعار- تشجع فيها على تلقي اللقاح.

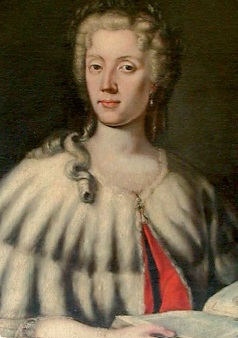
لورا باسي

حصلت لورا باسي على شهادة الدكتوراة في الفلسفة من جامعة بولونيا سنة 1732 بعد أن دافعت عن تسعة وأربعين أطروحة في قصر بابليكو، لتصبح بذلك ثاني امرأة في العالم تحصل على درجة الدكتوراة في الفلسفة بعد إلينا كورنارو بيسكوبيا التي حصلت على هذه الدرجة سنة 1678، أي قبلها بأربع وخمسين سنة. وبعد حصولها على درجة الدكتوراة دافعت لورا باسي عن اثنتي عشرة أطروحة أخرى في جامعة بولونيا، الأمر الذي ساعدها في تقديم التماس للحصول على وظيفة تدريس في الجامعة. وفي العام 1732 حصلت لورا باسي على لقب الأستاذية في الفلسفة، ما أتاح لها أن تصبح عضوة في أكاديمية العلوم وأن تكون أول امرأة تنال لقب الأستاذية في الفيزياء من جامعة في أوروبا.
أعادت ماري آن بولز لافوازييه رفقة زوجها أنطوان لافوازييه بناء علم الكيمياء، إذ كان يرتبط آنذاك بالخيمياء الذي يعدّ من العلوم السرية وكانت تهيمن عليها نظرية الفلوجستون التي وضعها جورج شتال. كانت ماري آن ترافق زوجها في مختبره، وتدون الملاحظات وترسم مخططات التجارب التي يصممها زوجها، وقد ساهم التدريب الذي تلقته في إتقان رسم المعدات التي كان يستخدمها، وقد ساعد هذا معاصري أنطوان لافوازييه على فهم الطرق التي يتبعها والنتائج التي حصل عليها في عمله. ترجمت ماري آن عددًا من الكتب حول نظرية الفلوجستون إلى اللغة الفرنسية، ومن أهم الترجمات كانت مقالة ريتشارد كيروان ذات العنوان (مقالة حول الفلوجستون ومكونات الأحماض Essay on Phlogiston and the Constitution of Acids). ترجمت ماري آن هذه المقالة وانتقدتها في نفس الوقت، فأضافت حواشٍ إلى المقالة بينت فيها الأخطاء الكيميائية التي وقع فيها صاحب المقال. لقد كان لماري آن دور مهم جدًًا في الكتاب الذي نشره زوجها أنطوان سنة 1789 بعنوان (دراسة أولية في الكيمياء Elementary Treatise on Chemistry) والذي عرض علم الكيمياء كعلم منظم، وقد مثَّل هذا العمل نقطة محورية في تاريخ الكيمياء، إذ عرض فيه أنطوان لافوازييه مفهوم حفظ الكتلة، ووضع قائمة من العناصر الكيميائية وطريقة جديدة لتسمية المركبات الكيميائية. سجلت ماري آن طرق العمل التي كان يتبعها أنطوان لافوازييه بدقة كبيرة، الأمر الذي ساهم في إضفاء الموثوقية على أعمال زوجها واكتشافاته.

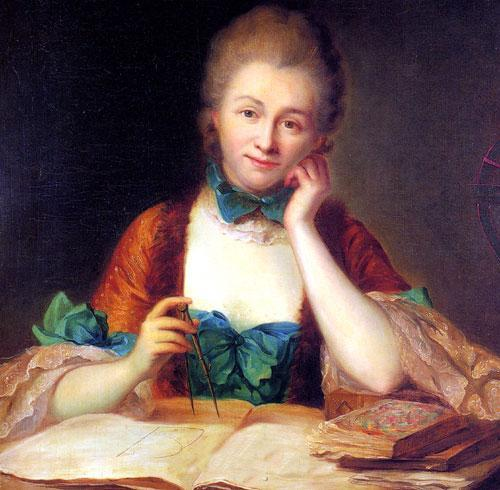
إيميلي دو شاتليه

كانت إيميلي دو شاتليه، وهي صديقة مقربة من فولتير، أول عالمة تدرك أهمية الطاقة الحركية مقابل العزم. وقد ركّزت إيملي على أهمية التجربة التي أجراها ويليام كريفساند والتي بين فيها أنّ تأثير الأجسام الساقطة يتناسب طرديًا مع مربع سرعتها لا مع سرعتها فقط، وقد كان لهذا الكشف تأثير كبير على ميكانيك نيوتن. أكملت إيميلي سنة 1749 ترجمة كتاب الأصول الرياضية للفلسفة الطبيعية لنيوتن إلى اللغة الفرنسية، وأضافت إليه مفهوم حفظ الطاقة الذي اشتقته من مبادئ الميكانيك لنيوتن. نشرت الترجمة بعد عشر سنوات من وفاة إيميلي، وقد ساهمت هذه الترجمة وما أضافته إيميلي إليها في إتمام الثورة العلمية في فرنسا وقبولها في أرجاء أوروبا.

## الفائزات بجائزة نوبل
منحت جائزة نوبل وجائزة نوبل للعلوم الاقتصادية للنساء 41 مرة في الفترة الممتدة بين العامين 1901 و2010، وماري كوري هي المرأة الوحيدة التي حصلت على هذه الجائزة مرتين، الأولى في الفيزياء سنة 1903 والثانية في الكيمياء سنة 1911. وهذا يعني أن 40 امرأة حصلت على جائزة نوبل بين 1901 و 2010، 16 منهنّ حصلن على جائزة نوبل في الفيزياء والكيمياء والطب.

### الفيزياء
- 1963 – ماريا غوبرت-ماير
- 1903 – ماري كوري

### الكيمياء
- 2009 – عادا يونات
- 1964 – دوروثي هودجكن
- 1935 – إيرين جوليو-كوري
- 1911 – ماري كوري

### الطب
- 2015 – تو يويو
- 2014 – ماي بريت موزر
- 2009 – إليزابيث بلاكبيرن
- 2009 – كارول غريدر
- 2008 – فرانسواز باري سينوسي
- 2004 – ليندا باك
- 1995 – كرستيانه نوسلاين فولهارد
- 1988 – جرترود إليون
- 1986 – ريتا ليفي مونتالشيني
- 1983 – باربرا مكلنتوك
- 1977 – روزالين يالو
- 1947 – جرتي كوري

## ميدالية فيلدز

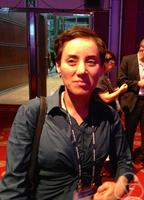
مريم ميرزاخاني

- مريم ميرزاخانيمريم ميرزاخاني (12 أيار 1977 - 14 تموز 2017)، هي المرأة الوحيدة التي حصلت على هذه الجائزة حتى الآن، وهي عالمة رياضيات إيرانية وأستاذة الرياضيات في جامعة ستانفورد.